# Ахмад Вартам
Ахмад Вартам (1935—2014) — сингапурский футболист, выступавший на позиции вратаря. Отец известного сингапурского футболиста Фанди Ахмада.
Ахмад начал свою футбольную карьеру на позиции левого вингера, но после травмы колена переместился в ворота. Он играл за «Балестье Халса» в Сингапурской любительской лиге и за «Сингапур ФА» в кубке Малайзии. После травмы шеи основного вратаря, Уилфреда Скиннера, он сыграл в победном для «Сингапура» финале Кубка Футбольной ассоциации Малайзии. Он сохранил своё место в основе и после выздоровления Скиннера, который был уволен из команды, однако клуб проиграл финал кубка Малайзии, уступив «Пераку» со счётом 2:1.
В октябре 2014 года Ахмад был доставлен в реанимационное отделение больницы Тан Ток Сена у него были проблемы с сердцем и лёгкими. Он умер через месяц, 29 ноября.